# Zephlebia nebulosa
Zephlebia nebulosa is een haft uit de familie Leptophlebiidae. De wetenschappelijke naam van de soort is voor het eerst geldig gepubliceerd in 1996 door Towns & Peters.
De soort komt voor in het Australaziatisch gebied.